# Sky Europe
För andra betydelser, se Sky Europe (olika betydelser).
Sky Europe Airlines eller enbart Sky Europe, stiliserat som SkyEurope Airlines, (IATA: NE, ICAO: ESK) var ett lågprisflygbolag med huvudbas på M. R. Štefánik flygplats (BTS) i Bratislava, Slovakien och andra baser i Prag och Wien. 
Med bas i Österrike, Tjeckien, Ungern, Polen och Slovakien var det det första multibaserade flygbolaget i Centraleuropa. Flygbolag hade kortdistansresor "punkt-till-punkt", reguljära och charter samt frakttjänster.

## Historia
Flygbolaget grundades i november 2001 och startade sin verksamhet 13 februari 2002 med en inrikesflygning mellan Bratislava-Košice. Bolaget grundades av Alain Skowronek och Christian Mandl, finansierat av EBRD, ABN Amro och EU-donationer. Flygbolaget hade omkring 850 anställda. 27 september 2005 blev företaget allmänt på Wiens och Warszawas börser. Börsingångspriset var 6 EUR vilket värdesatte företaget till 120 miljoner euro.
Sky Europe gick i konkurs den 1 september 2009. 

## Destinationer
Sky Europe hade vid konkursen 44 linjer till 30 destinationer i 17 länder, vilket gör det till Centraleuropas största lågprisflygbolag.
M. R. Štefánik flygplats ligger omkring en timmes bilväg från Wien, Brno och Győr vilket gör att den är nära fyra länder (Österrike, Ungern, Tjeckien och Slovakien). Sky Europe hade en busstransfer från Bratislava flygplats till Wien, 50 kilometer därifrån.
Flygbolaget bekräftade i december 2006 att de skulle öppna bas på Wiens flygplats i mars 2007, där de skulle placera två helt nya Boeing 737-700 på sexton linjer.

## Flotta

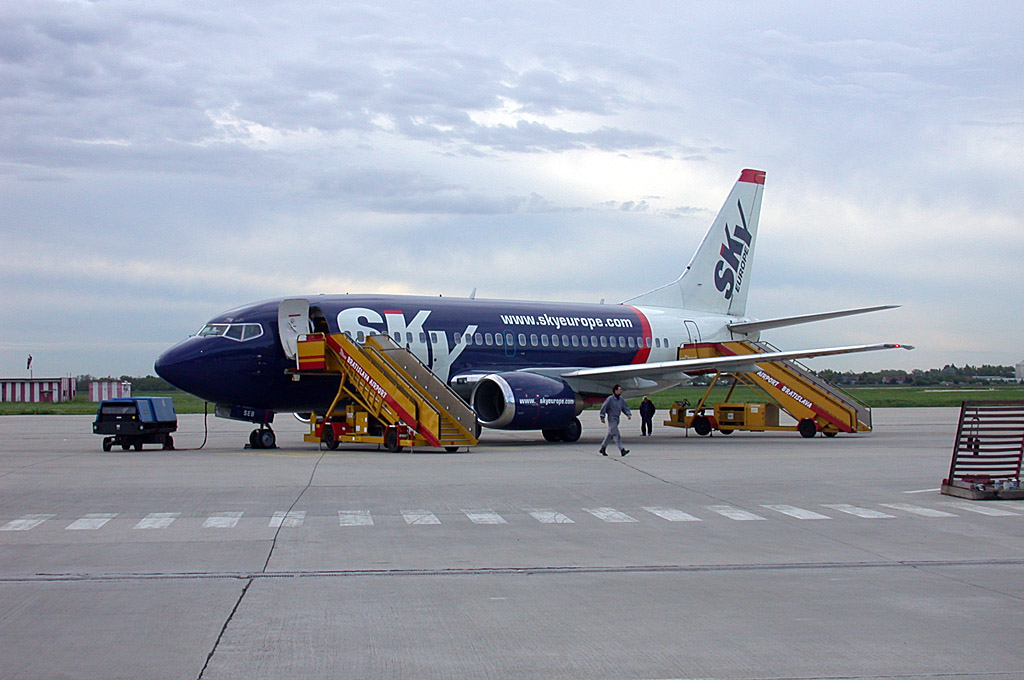
En Boeing 737-500

Sky Europes flotta inkluderade följande flygplan i juli 2009
- 7 Boeing 737-300
- 2 Boeing 737-500
- 4 Boeing 737-700 (10 var beställda)[2]

Sky Europe lade in en order 2005 på 32 nya Boeing 737-700 som skulle levereras mellan 2006 och 2009. Det är den största ordern i Centraleuropa och är värd US$1,76 miljarder. De 12 första flygplanen skulle finansieras och leasas ut av GECAS.